# Saison 1949-1950 de la Juventus FC
Maillots
Chronologie
Saison précédente Saison suivante
La saison 1949-1950 de la Juventus Football Club est la quarante-septième de l'histoire du club, créé cinquante-trois ans plus tôt en 1897.
Le club de la ville de Turin prend ici part cette saison à la 48e édition du championnat d'Italie (18e de Serie A).

## Historique
Au cours de cette nouvelle saison, la Juventus Football Club, toujours présidée par Gianni Agnelli, espère continuer sur sa bonne lancée en championnat par rapport aux précédentes éditions.
La société se sépare tout d'abord de son entraîneur, en place depuis la saison dernière, et l'écossais William Chalmers passe le relais sur le banc à l'anglais Jesse Carver, connu pour son jeu tourné vers l'offensif.
L'arrière gauche Pietro Rava, capitaine du club depuis 7 ans, laisse également au cours de cette nouvelle saison son brassard à Carlo Parola.
L'effectif bianconero fait également peau neuve et enregistre quelques arrivées en son sein, avec tout d'abord le gardien de but Giovanni Viola, formé au club et de retour de 3 saisons de prêt. La défense est quant à elle renforcée par l'arrivée d'Alberto Bertuccelli, le milieu de Romolo Bizzotto, de l'argentin Rinaldo Martino et d'Alberto Piccinini, et enfin l'attaque, est elle renforcée par les arrivées au club  d'Amos Mariani, d'Ermanno Scaramuzzi, de Pasquale Vivolo mais surtout de l'international danois Karl Aage Præst, futur grand attaquant du club.
Ambitieuse, la formation bianconera se retrouve pour disputer cette nouvelle saison de Serie A 1949-1950 à la fin de l'été.

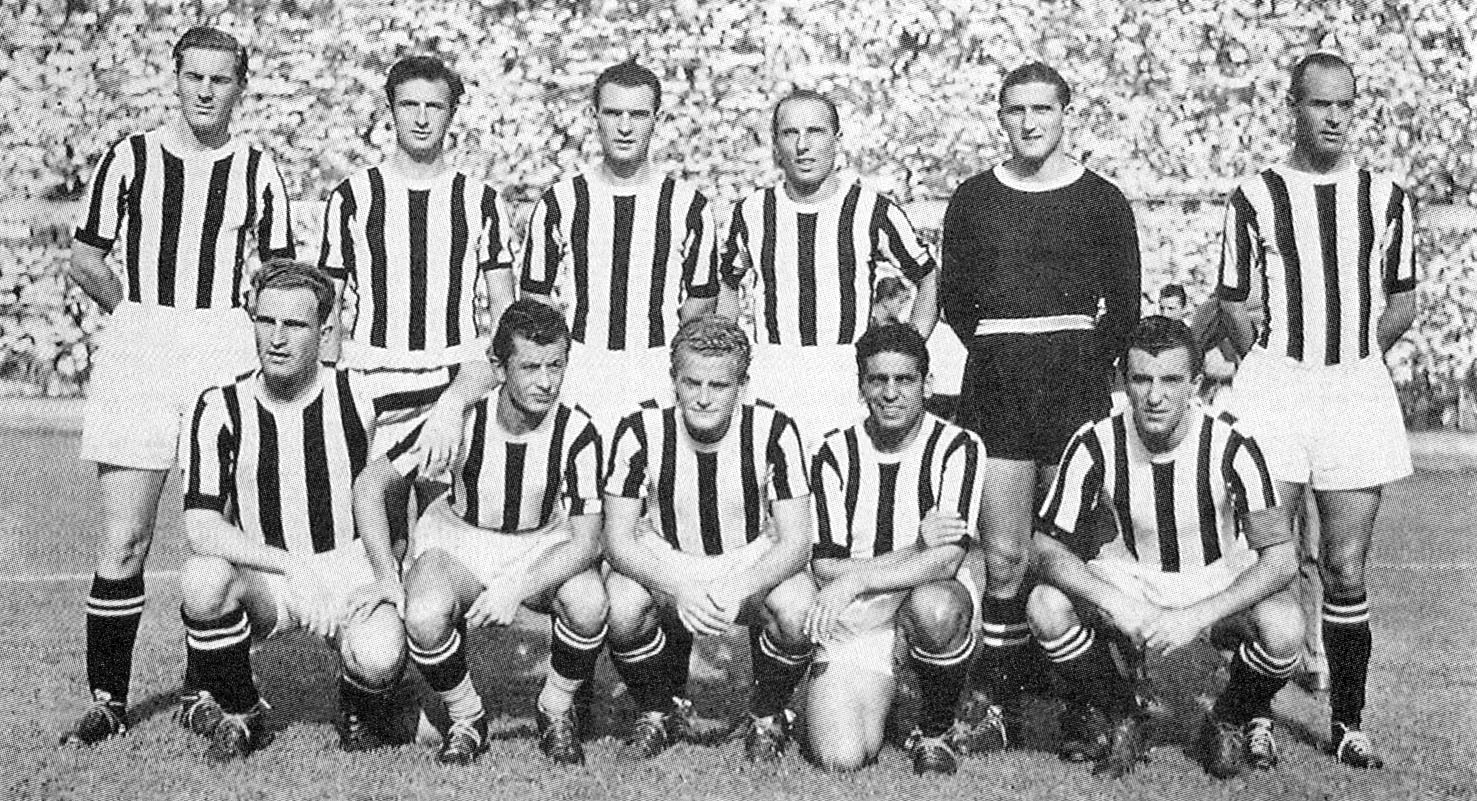
Les bianconeri champions d'Italie 15 ans après leur dernier scudetto

Le dimanche 11 septembre 1949, la Juventus dispute sa première journée à domicile au Stadio Comunale en marquant d'entrée les esprits par une victoire 5-2 sur la Fiorentina grâce à des buts de Boniperti et Martino mais surtout grâce à un triplé de Hansen. Fort de ce succès, la Vieille Dame commence à partir de ce match une série de 5 victoires consécutives, série arrêtée lors de la 6e journée à la suite d'un 2 buts partout à l'extérieur contre l'Atalanta (buts juventini de Mari sur penalty et Boniperti). Ce nul n'empêche pourtant pas Madame de continuer son excellent début de saison, continuant ensuite à s'imposer lors des 2 journées suivantes. Le 6 novembre, la Juve remporte le match de la saison à ne pas perdre, la derby della Mole contre le Torino, sur le score de 3 buts à 1 (avec des buts de Hansen, Boniperti et de Martino) au Stadio Filadelfia, puis gagne la semaine suivante 3-2 contre son rival lombard de l'Inter (avec un doublé de Hansen puis un but de Piccinini). Deux semaines après, lors du match comptant pour la 13e journée, l'effectif piémontais écrase chez lui les sudistes de Palerme 6 à 2 (grâce à un doublé de Præst, un triplé de Martino et un but de Vivolo), avant de terminer l'année 1949 avec 5 victoires d'affilée (ce qui porte en tout à 8 victoires consécutives entre les 10e et 17e journée). Pour la première rencontre de la nouvelle année, les bianconeri connaissent leur première défaite, un 2 buts à 1 concédé au Stadio Comunale contre Lucchese (malgré un but turinois de Martino). Deux journées plus tard, pour la première partie des matchs retour, la Vecchia Signora et la Fiorentina se séparent sur un score vierge à Florence (c'est durant ce match que l'habile Carlo Parola, à la 80e minute, fut le premier en Italie à faire une bicyclette parfaitement exécutée, gagnant alors le surnom de « Signor Rovesciata, », "M. Bicyclette" en français). Deux semaines plus tard, le 5 février, la Juventus se fait écraser à domicile sur le score de 7 buts à 1 contre le Milan et son trio offensif suédois du « Gre-No-Li » (Hansen sauva l'honneur pour la Juve), le club n'ayant plus perdue par 6 buts d'écart depuis la saison 1921-22 (ce match fut le premier direct télévisé national (commenté par Carlo Balilla Bacarelli), dans le cadre des retransmissions expérimentales de la RAI (qui émettront officiellement le 3 janvier 1954). Après cette humiliation, la Juventus FC se ressaisit et entame ensuite une nouvelle série de 8 succès de rang de suite, entre la 24e et la 31e journée. Le 23 avril, le club juventino remporte 4-0 son match contre Padoue (grâce aux buts de Hansen, Boniperti (doublé) et Muccinelli), avant de perdre la semaine suivante à Rome sur le terrain de la Roma, un but à rien. Les 3 derniers matchs de la saison pour la Juve furent conclus par 3 victoires, le dernier match fut quant à lui remporté sur le score de 4 buts à 0 sur le terrain de la Sampdoria (un but de Muccinelli et un triplé de Boniperti) lors du match de la 38e journée du 28 mai.
Avec finalement un résultat impressionnant de 28 victoires pour seulement 6 matchs nuls et 4 défaites, la Juventus Football Club (qui pour la première fois inscrit 100 buts en une saison) termine cette Serie A 1949-1950 avec 62 points (à 4 points de son poursuivant du Milan) et finit championne d'Italie pour la 8e fois de son histoire, 8 ans après son dernier titre et 15 ans après son dernier scudetto (acquit durant la période du « Quinquennat d'or »).
Avec 3 joueurs à plus de 15 buts marqués cette saison, c'est le danois John Hansen qui termine avec ses 28 buts meilleur buteur bianconero de la saison.
Pour sa 3e participation à une coupe du monde de football, l'équipe d'Italie fait appel pour son effectif dirigé par Ferruccio Novo à 4 joueurs juventini, les milieux Carlo Parola et Giacomo Mari, ainsi que les attaquants Ermes Muccinelli et Giampiero Boniperti, dans une compétition où les azzurri ne passèrent pas les phases de poule.
De bon augure pour la suite, cette nouvelle Juventus ambitieuse et tournée vers l'avant a enfin réussie à sortir de plus d'une décennie sans titre de champion.

## Déroulement de la saison

### Résultats en championnat
- Phase aller

| dimanche 11 septembre 1949 1re journée | Juventus                                         | 5 - 2 | Fiorentina                          | Stadio Comunale, Turin 16h30 Arbitre : Marchetti |
| dimanche 11 septembre 1949 1re journée | Boniperti 38e · Martino 40e · Hansen 66e 70e 78e |       | 52e Dalla Torre · 85e (pen.) Giusti | Stadio Comunale, Turin 16h30 Arbitre : Marchetti |

| dimanche 18 septembre 1949 2e journée | Lazio     | 1 - 3 | Juventus                             | Stadio Torino, Rome 16h00 Arbitre : Galeati |
| dimanche 18 septembre 1949 2e journée | Nyers 56e |       | 41e Martino · 61e Hansen · 76e Præst | Stadio Torino, Rome 16h00 Arbitre : Galeati |

| dimanche 25 septembre 1949 3e journée | Juventus                                                | 4 - 0 | Bari | Stadio Comunale, Turin 15h30 Arbitre : Longagnani |
| dimanche 25 septembre 1949 3e journée | Hansen 31e · Præst 52e · Piccinini 55e · Muccinelli 81e |       |      | Stadio Comunale, Turin 15h30 Arbitre : Longagnani |

| dimanche 2 octobre 1949 4e journée | Milan | 0 - 1       | Juventus | Stadio San Siro, Milan 15h30 Arbitre : Dattilo |
| dimanche 2 octobre 1949 4e journée |       | 51e Martino |          | Stadio San Siro, Milan 15h30 Arbitre : Dattilo |

| dimanche 9 octobre 1949 5e journée | Juventus                     | 3 - 0 | Triestina | Stadio Comunale, Turin 15h00 Arbitre : Scotto |
| dimanche 9 octobre 1949 5e journée | Martino 50e 72e · Hansen 74e |       |           | Stadio Comunale, Turin 15h00 Arbitre : Scotto |

| dimanche 16 octobre 1949 6e journée | Atalanta                               | 2 - 2 | Juventus                        | Stadio Comunale, Bergame 15h00 Arbitre : Orlandini |
| dimanche 16 octobre 1949 6e journée | Sørensen 52e · K. A. Hansen 66e (pen.) |       | 17e (pen.) Mari · 56e Boniperti | Stadio Comunale, Bergame 15h00 Arbitre : Orlandini |

| jeudi 20 octobre 1949 7e journée | Juventus   | 1 - 0 | Venise | Stadio Comunale, Turin 15h00 Arbitre : Coppolone |
| jeudi 20 octobre 1949 7e journée | Parola 19e |       |        | Stadio Comunale, Turin 15h00 Arbitre : Coppolone |

| dimanche 12 octobre 1949 8e journée | Genoa         | 1 - 2 | Juventus                | Stade Luigi-Ferraris, Gênes 15h00 Arbitre : Gemini |
| dimanche 12 octobre 1949 8e journée | Formentin 31e |       | 9e Hansen · 72e Martino | Stade Luigi-Ferraris, Gênes 15h00 Arbitre : Gemini |

| dimanche 30 octobre 1949 9e journée | Juventus                    | 2 - 2 | Côme                   | Stadio Comunale, Turin 15h00 Arbitre : Scotto |
| dimanche 30 octobre 1949 9e journée | Parola 22e · Muccinelli 50e |       | 1re Ghiandi · 41e Stua | Stadio Comunale, Turin 15h00 Arbitre : Scotto |

| dimanche 6 novembre 1949 10e journée | Torino          | 1 - 3 | Juventus                                 | Stadio Filadelfia, Turin 14h30 48 950 spectateurs Arbitre : Gemini |
| dimanche 6 novembre 1949 10e journée | Carapellese 63e |       | 16e Hansen · 17e Boniperti · 86e Martino | Stadio Filadelfia, Turin 14h30 48 950 spectateurs Arbitre : Gemini |

| dimanche 13 novembre 1949 11e journée | Juventus                              | 3 - 2 | Inter                    | Stadio Comunale, Turin 14h30 Arbitre : Pieri |
| dimanche 13 novembre 1949 11e journée | Hansen 30e (pen.) 59e · Piccinini 75e |       | 14e Wilkes · 18e Lorenzi | Stadio Comunale, Turin 14h30 Arbitre : Pieri |

| dimanche 20 novembre 1949 12e journée | Pro Patria | 0 - 3             | Juventus | Stadio Comunale, Busto Arsizio 14h30 Arbitre : Orlandini |
| dimanche 20 novembre 1949 12e journée |            | 21e 47e 69e Præst |          | Stadio Comunale, Busto Arsizio 14h30 Arbitre : Orlandini |

| dimanche 4 décembre 1949 13e journée | Juventus                                        | 6 - 2 | Palerme          | Stadio Comunale, Turin 14h30 Arbitre : Valsecchi |
| dimanche 4 décembre 1949 13e journée | Præst 7e 89e · Martino 18e 70e 88e · Vivolo 32e |       | 76e 79e Vycpálek | Stadio Comunale, Turin 14h30 Arbitre : Valsecchi |

| dimanche 8 décembre 1949 14e journée | Padoue | 0 - 2                        | Juventus | Stadio Silvio Appiani, Padoue 14h30 Arbitre : Galeati |
| dimanche 8 décembre 1949 14e journée |        | 5e Martino · 37e (pen.) Mari |          | Stadio Silvio Appiani, Padoue 14h30 Arbitre : Galeati |

| dimanche 11 décembre 1949 15e journée | Juventus                                  | 3 - 0 | Roma | Stadio Comunale, Turin 14h30 Arbitre : Bernardi |
| dimanche 11 décembre 1949 15e journée | Muccinelli 84e · Hansen 86e · Martino 90e |       |      | Stadio Comunale, Turin 14h30 Arbitre : Bernardi |

| dimanche 18 décembre 1949 16e journée | Novare                  | 2 - 3 | Juventus              | Stadio Comunale di Via Alcarotti, Novare 14h30 Arbitre : Tassini |
| dimanche 18 décembre 1949 16e journée | Alberico 5e · Piola 56e |       | 19e 22e 73e Boniperti | Stadio Comunale di Via Alcarotti, Novare 14h30 Arbitre : Tassini |

| dimanche 25 décembre 1949 17e journée | Bologne | 0 - 4                                       | Juventus | Stadio Comunale, Bologne 14h30 Arbitre : Agnolin |
| dimanche 25 décembre 1949 17e journée |         | 3e 12e Martino · 62e Hansen · 82e Boniperti |          | Stadio Comunale, Bologne 14h30 Arbitre : Agnolin |

| dimanche 1er janvier 1950 18e journée | Juventus    | 1 - 2 | Lucchese                | Stadio Comunale, Turin 14h30 Arbitre : Bellé |
| dimanche 1er janvier 1950 18e journée | Martino 17e |       | 28e Mazza · 89e Kincses | Stadio Comunale, Turin 14h30 Arbitre : Bellé |

| dimanche 8 janvier 1950 19e journée | Juventus | 1 - 0 | Sampdoria | Stadio Comunale, Turin 14h30 Arbitre : Dattilo |
| dimanche 8 janvier 1950 19e journée | Mari 23e |       |           | Stadio Comunale, Turin 14h30 Arbitre : Dattilo |

- Phase retour

| dimanche 15 janvier 1950 20e journée | Fiorentina | 0 - 0 | Juventus | Stadio Comunale, Florence 14h30 Arbitre : Bernardi |
| dimanche 15 janvier 1950 20e journée |            |       |          | Stadio Comunale, Florence 14h30 Arbitre : Bernardi |

| dimanche 22 janvier 1950 21e journée | Juventus   | 1 - 2 | Lazio           | Stadio Comunale, Turin 14h30 12 833 spectateurs Arbitre : Galeati |
| dimanche 22 janvier 1950 21e journée | Hansen 38e |       | 19e 28e Flamini | Stadio Comunale, Turin 14h30 12 833 spectateurs Arbitre : Galeati |

| dimanche 29 janvier 1950 22e journée | Bari | 0 - 0 | Juventus | Stadio della Vittoria, Bari 14h30 Arbitre : Gemini |
| dimanche 29 janvier 1950 22e journée |      |       |          | Stadio della Vittoria, Bari 14h30 Arbitre : Gemini |

| dimanche 5 février 1950 23e journée | Juventus   | 1 - 7 | Milan                                                                     | Stadio Comunale, Turin 14h30 Arbitre : Galeati |
| dimanche 5 février 1950 23e journée | Hansen 12e |       | 15e 26e 49e Nordahl · 23e Gren · 24e Liedholm · 70e Burini · 84e Candiani | Stadio Comunale, Turin 14h30 Arbitre : Galeati |

| dimanche 12 février 1950 24e journée | Triestina             | 2 - 3 | Juventus                       | Stadio Comunale, Trieste 14h30 Arbitre : Orlandini |
| dimanche 12 février 1950 24e journée | Blason 4e · Begni 69e |       | 43e 59e Hansen · 46e Boniperti | Stadio Comunale, Trieste 14h30 Arbitre : Orlandini |

| dimanche 19 février 1950 25e journée | Juventus                   | 2 - 0 | Atalanta | Stadio Comunale, Turin 15h00 Arbitre : Tassini |
| dimanche 19 février 1950 25e journée | Boniperti 36e · Hansen 64e |       |          | Stadio Comunale, Turin 15h00 Arbitre : Tassini |

| jeudi 23 février 1950 26e journée | Venise     | 1 - 4 | Juventus                             | Stadio Pierluigi Penzo, Venise 15h00 Arbitre : Massai |
| jeudi 23 février 1950 26e journée | Capelli 8e |       | 51e 69e 86e Martino · 53e Muccinelli | Stadio Pierluigi Penzo, Venise 15h00 Arbitre : Massai |

| dimanche 26 février 1950 27e journée | Juventus                                                       | 6 - 1 | Genoa                | Stadio Comunale, Turin 15h00 Arbitre : Agnolin |
| dimanche 26 février 1950 27e journée | Hansen 9e 36e · Muccinelli 23e · Præst 48e 50e · Boniperti 76e |       | 37e (pen.) Pellicari | Stadio Comunale, Turin 15h00 Arbitre : Agnolin |

| dimanche 12 mars 1950 28e journée | Côme                         | 2 - 6 | Juventus                                               | Stadio Giuseppe Sinigaglia, Côme 15h00 Arbitre : Bellé |
| dimanche 12 mars 1950 28e journée | Mari 26e (csc) · Ghiandi 52e |       | 8e 21e Muccinelli · 74e Hansen · 80e 85e 86e Boniperti | Stadio Giuseppe Sinigaglia, Côme 15h00 Arbitre : Bellé |

| dimanche 19 mars 1950 29e journée | Juventus                                       | 4 - 3 | Torino                                   | Stadio Comunale, Turin 15h00 16 812 spectateurs Arbitre : Dattilo |
| dimanche 19 mars 1950 29e journée | Muccinelli 7e · Hansen 34e · Boniperti 42e 67e |       | 6e Bengtsson · 25e Frizzi · 79e Giuliano | Stadio Comunale, Turin 15h00 16 812 spectateurs Arbitre : Dattilo |

| dimanche 26 mars 1950 30e journée | Inter                                    | 2 - 4 | Juventus                                    | Stadio San Siro, Milan 15h00 Arbitre : Galeati |
| dimanche 26 mars 1950 30e journée | Bertuccelli 32e (csc) · Parola 90e (csc) |       | 19e 65e Hansen · 55e Præst · 77e Muccinelli | Stadio San Siro, Milan 15h00 Arbitre : Galeati |

| dimanche 9 avril 1950 31e journée | Juventus                               | 3 - 1 | Pro Patria | Stadio Comunale, Turin 15h30 Arbitre : Tassini |
| dimanche 9 avril 1950 31e journée | Muccinelli 36e · Hansen 46e 84e (pen.) |       | 5e Pozzi   | Stadio Comunale, Turin 15h30 Arbitre : Tassini |

| dimanche 16 avril 1950 32e journée | Palerme | 0 - 0 | Juventus | Stadio La Favorita, Palerme 15h30 Arbitre : Galeati |
| dimanche 16 avril 1950 32e journée |         |       |          | Stadio La Favorita, Palerme 15h30 Arbitre : Galeati |

| dimanche 23 avril 1950 33e journée | Juventus                                        | 4 - 0 | Padoue | Stadio Comunale, Turin 15h30 Arbitre : Marchetti |
| dimanche 23 avril 1950 33e journée | Hansen 41e · Boniperti 45e 54e · Muccinelli 56e |       |        | Stadio Comunale, Turin 15h30 Arbitre : Marchetti |

| dimanche 30 avril 1950 34e journée | Roma     | 1 - 0 | Juventus | Stadio Torino, Rome 15h30 Arbitre : Agnolin |
| dimanche 30 avril 1950 34e journée | Zecca 6e |       |          | Stadio Torino, Rome 15h30 Arbitre : Agnolin |

| dimanche 7 mai 1950 35e journée | Juventus       | 1 - 1 | Novare           | Stadio Comunale, Turin 15h30 Arbitre : Bernardi |
| dimanche 7 mai 1950 35e journée | Muccinelli 35e |       | 16e Spadavecchia | Stadio Comunale, Turin 15h30 Arbitre : Bernardi |

| dimanche 14 mai 1950 36e journée | Juventus                   | 3 - 2 | Bologne                     | Stadio Comunale, Turin 15h30 Arbitre : Orlandini |
| dimanche 14 mai 1950 36e journée | Hansen 31e 40e · Præst 47e |       | 44e Jensen · 48e Cervellati | Stadio Comunale, Turin 15h30 Arbitre : Orlandini |

| dimanche 21 mai 1950 37e journée | Lucchese    | 1 - 2 | Juventus                 | Stadio Porta Elisa, Lucques 15h30 Arbitre : Bellé |
| dimanche 21 mai 1950 37e journée | Kincses 31e |       | 25e Mari · 66e Boniperti | Stadio Porta Elisa, Lucques 15h30 Arbitre : Bellé |

| dimanche 28 mai 1950 38e journée | Sampdoria                              | 0 - 4 | Juventus | Stade Luigi-Ferraris, Gênes 16h00 Arbitre : Guarda |
| dimanche 28 mai 1950 38e journée | Muccinelli 42e · Boniperti 78e 79e 84e |       |          | Stade Luigi-Ferraris, Gênes 16h00 Arbitre : Guarda |

#### Classement
|  |    | Classement final 1949-1950 | Pts | MJ | V  | N | D  | BP  | BC | Dif |
|  | -- | -------------------------- | --- | -- | -- | - | -- | --- | -- | --- |
|  | 1. | Juventus                   | 62  | 38 | 28 | 6 | 4  | 100 | 43 | +57 |
|  | 2. | Milan                      | 57  | 38 | 27 | 3 | 8  | 118 | 45 | +73 |
|  | 3. | Inter                      | 49  | 38 | 21 | 7 | 10 | 99  | 60 | +39 |

| 8e titre La Juventus championne d'Italie de Serie A de 1949-1950 |

### Matchs amicaux
| dimanche 21 août 1949 | Cremonese      | 1 - 4 | Juventus         |  |
| dimanche 21 août 1949 | Buteur inconnu |       | Buteurs inconnus |  |

| dimanche 28 août 1949 | Milan            | 2 - 4 | Juventus         |  |
| dimanche 28 août 1949 | Buteurs inconnus |       | Buteurs inconnus |  |

| dimanche 4 septembre 1949 | Pro Patria | 0 - 1          | Juventus |  |
| dimanche 4 septembre 1949 |            | Buteur inconnu |          |  |

| dimanche 5 mars 1950 | Aoste          | 1 - 1 | Juventus       |  |
| dimanche 5 mars 1950 | Buteur inconnu |       | Buteur inconnu |  |

## Effectif du club
Effectif des joueurs de la Juventus Football Club lors de la saison 1949-1950.

## Buteurs
| 28 buts - John Hansen 21 buts - Giampiero Boniperti 19 buts - Rinaldo Martino 12 buts - Ermes Muccinelli | 11 buts - Karl Aage Præst 4 buts - Giacomo Mari 2 buts - Carlo Parola 1 but - Alberto Piccinini - Pasquale Vivolo |